# Blood bike
Blood bike (букв. "мотоцикл крови") — неофициальное название мотоциклетной экстренной медицинской службы в Англии и Ирландии и Шотландии, обеспечивающей добровольное курьерские услуги для больниц и других медицинских учреждений по срочной доставке крови, тканей, органов человека, рентгеновских снимков и медицинской документации.

## История

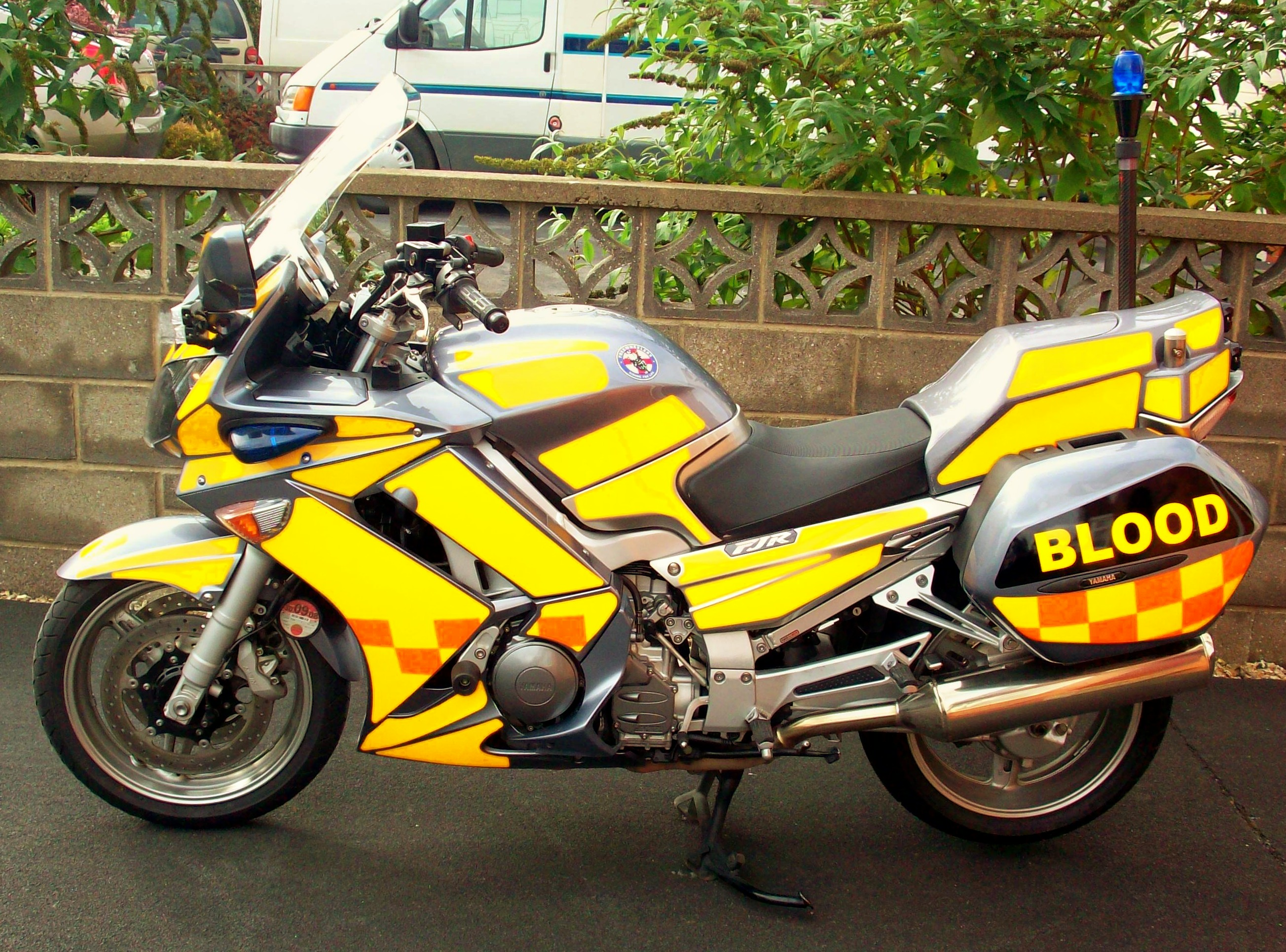
Blood bike организации Freewheelers EVS

Мотоциклы для доставки крови начали использоваться с 1962 года, когда Margaret Ryerson организовала в графстве Суррей в южной части Англии «Аварийную службу добровольцев» (Emergency Volunteer Service — E.V.S.). Затем этому последовали другие волонтёры, организовывая такие службы в других городах Англии. На сегодня добровольная служба Blood bike работает в Англии, Ирландии и Шотландии.